# Edwardsiana platanicola
Edwardsiana platanicola är en insektsart som först beskrevs av Vidano 1961.  Edwardsiana platanicola ingår i släktet Edwardsiana och familjen dvärgstritar. Inga underarter finns listade i Catalogue of Life.